# Edward Urban Kmiec
Edward Urban Kmiec (* 4. Juni 1936 in Trenton, New Jersey; † 11. Juli 2020 in Buffalo, New York) war ein US-amerikanischer Geistlicher und römisch-katholischer Bischof von Bischof von Nashville (1992–2004) und Buffalo (2004–2012).

## Leben
Edward Urban Kmiec studierte Philosophie am St. Mary's Seminary in Baltimore (MD) und Theologie an der Päpstlichen Universität Gregoriana. Am 20. Dezember 1961 empfing er die Priesterweihe für das Bistum Trenton. Er war von 1962 bis 1965 in der Seelsorge in Belmar (NJ) tätig. 1965 wurde er Vizekanzler und persönlicher Sekretär des Bischofs. 1982 wurde er Generalvikar.
Papst Johannes Paul II. ernannte ihn am 26. August 1982 zum Weihbischof in Trenton und Titularbischof von Simidicca. Der Bischof von Trenton, John Charles Reiss, spendete ihm am 3. November desselben Jahres die Bischofsweihe; Mitkonsekratoren waren George William Ahr, Altbischof von Trenton, und James John Hogan, Bischof von Altoona-Johnstown.
Am 13. Oktober 1992 wurde er zum Bischof von Nashville ernannt und am 3. Dezember desselben Jahres in das Amt eingeführt. Am 12. August 2004 wurde er zum Bischof von Buffalo ernannt und am 28. Oktober desselben Jahres in das Amt eingeführt. Am 29. Mai 2012 nahm Papst Benedikt XVI. das von Edward Urban Kmiec aus Altersgründen vorgebrachte Rücktrittsgesuch an.
Er war Mitglied der John Paul II Foundation, Canon Law Society of America sowie Mitglied der US-amerikanischen Bischofskonferenz und der Regionalkonferenz in  New Jersey. Mit dem polnischen familiären Hintergrund engagierte er sich in der Catholic League Religious Assistance to Poland in Chicago, der Kosciuszko Foundation, dem Polish Institute of Arts and Sciences of America (P.I.A.S.A.), dem Polish American Congress (P.A.C.) und dem Polish Children Heartline in Bricktown (NJ).
Kmiec war Großoffizier des Ritterordens vom Heiligen Grab zu Jerusalem.

## Ehrungen und Auszeichnungen
- Ernennung zum Ehrenprälaten durch Papst Johannes Paul II. (1977)
- Ehrendoktorat Doctor of Divinity (1982)
- Grand Marshall, New York Pulaski Parade (1987)
- Orden Polonia Restituta durch Staatspräsident Lech Wałęsa (1991)